# Jérôme Petit
Jérôme Petit (né le 19 décembre 1586 à Châlons-sur-Marne (aujourd'hui Châlons-en-Champagne) en France et mort le 25 octobre 1635 à l'abbaye Notre-Dame de l'Étoile (Archigny, Vienne) en France) est l'un des premiers et principaux réformateurs de l'Ordre de Cîteaux au XVIIe siècle.

## Biographie

### Moine de Montiers-en-Argonne puis de Clairvaux
Jérôme Petit s'oriente très tôt vers la vie religieuse cistercienne. Il entre à l'âge de 14 ans au noviciat de Montiers-en-Argonne (Marne) où le remarque en 1603 Dom Denis Largentier, qui l'invite à le suivre à Clairvaux (Aube) dont il est l'abbé. Devenu donc profès de Clairvaux, Jérôme entame ses études classiques chez les Jésuites de Verdun, puis poursuit sa formation par les études cléricales au collège des Bernardins à Paris, où il est chargé le 2 septembre 1612, par l'abbé de Cîteaux, du cours d'Écriture sainte. Ordonné prêtre le 23 mars 1613, il effectue l'année suivante un ministère auprès des moniales cisterciennes de Villers-Canivet et des Blanches, en Normandie. 
Vers 1617, il séjourne à l'abbaye de Châtillon (Meuse) auprès de Dom Octave Arnolfini, pour l'aider à instaurer la réforme de l'Étroite Observance, et rentre deux ans plus tard à Clairvaux dont il devient le maître des novices. En décembre 1620, il figure parmi les cinq candidats proposés par Dom Largentier pour l'élection d'un abbé coadjuteur de Clairvaux.

### Abbé de l'Étoile et réformateur de son Ordre
Mais les circonstances vont donner à sa vie, à ce moment-là, une orientation inattendue. Le jeune abbé commendataire de l'abbaye de l'Étoile, en Poitou, vient à Clairvaux se former à la vie régulière et se démet de son titre abbatial en faveur du Père Jérôme. Celui-ci, en décembre 1621, prend donc possession de l'abbaye de l'Étoile où il ne tarde pas à attirer des vocations, si bien que l'abbaye moribonde connaît une nouvelle jeunesse : les bâtiments conventuels, abîmés par les guerres de Religion, sont restaurés, et surtout on y reprend la vie régulière avec ardeur. 
Dom Jérôme ne quitte que rarement l'Étoile, et seulement pour répondre aux appels qui lui viennent des partisans de la réforme de l'Ordre de Cîteaux : le Chapitre général de 1623 le nomme promoteur pour la province de Poitou ; en juillet 1624, il participe à l'assemblée des Vaux de Cernay (Yvelines) où sont codifiés les règlements de la réforme ; en juillet de l'année suivante, il figure même parmi les sept candidats proposés par la majorité des moines de Cîteaux pour l'élection de leur abbé. 
Nommé une nouvelle fois promoteur pour la province de Poitou en mai 1628, il rencontre à plusieurs reprises les plus hauts responsables de l'Étroite Observance, en particulier Dom Étienne Maugier, Vicaire général de cette Observance, dont il devient le 15 septembre 1634 le premier assistant, ainsi que d'autres célébrités tel Saint-Cyran. 
Une mort prématurée le surprend à l'abbaye de l'Étoile le 25 octobre 1635. Un an après, son corps ayant dû être déplacé, on le retrouve intact le 30 octobre 1636. Le nom de Dom Jérôme Petit figure depuis 1952 au Ménologe de l'Ordre de Cîteaux à la date anniversaire de son décès, aux côtés des trois grands réformateurs du XVIIe siècle.